# استیرلینگ ۳۰۴۴۵
سیارک ۳۰۴۴۵ (به انگلیسی: 30445 Stirling، نامگذاری:2000NJ2) سی هزار و چهارصد و چهل و پنجمین سیارک کشف شده‌است که در ۵ ژوئیه ۲۰۰۰ کشف شد.